# ジェレミ・ベンサム
ジェレミ・ベンサム（英: Jeremy Bentham、1748年2月15日 - 1832年6月6日）は、イギリスの哲学者・経済学者・法学者。功利主義の創始者として有名である。ジェレミー・ベンサム、ベンタムとも（後述）。功利主義の理念は、19世紀前半、インドにおけるイギリス東インド会社の勢力圏で用いられた行政法体系に相当な影響を与えた。

## 人物
法学を専攻するもウィリアム・ブラックストンの講義を聴いて失望し、功利主義の立場から自然法を批判的に論じた。法典化を推奨し、後世の国際法に影響を与えた。これらの分野で使われている「codify（法典化する）」や「international（国際的な）」などはベンサムによる造語である。また、「maximize」や「minimize」などの多数の造語をしており、これらの造語は既存の用語による先入観をできるだけ排除して新たな方法論を記述するための努力の結晶ともいえる。パノプティコンの提唱者としても有名。
彼の名前は、日本では「ベンサム」と表記発音され英語圏でも[ˡbenθəm]と発音されるのが一般的だが、語源から言えば古英語の「beonet（コヌカグサ）」と「ham（村落）」に由来するため、tとhをつなげて読まずに[ˡbentəm]と発音する方が本来は正しいとされている。日本でも特に法律学者は伝統的にベンタムと表記することが多いようであるが、これには強力な異論もある。本項では一般的なベンサムという読みを採用する。

## 生涯
ロンドンのスピタルフィールズで富裕なトーリー党の家族に生まれた。幼少の頃から、父親の机に座って何巻もの英国史を読み耽り、神童として認識された。彼は三歳の時からラテン語を習った。
ベンサムはウェストミンスター・スクールに入学し、その後、1760年（12歳）には、父親によってオックスフォード大学のクィーンズカレッジに入れられ、そこで1763年に文学学士号を、1766年に文学修士号を修める事となった。ベンサムは、リンカーン法曹院で法律家として訓練され、1769年に弁護士資格を得た。富裕な弁護士である彼の父は、ベンサムを法曹にして後継ぎとして決め、息子がいつの日か英国大法官になる事は、確実だと思っていた。
しかし、すぐにベンサムは法曹界に幻滅した。ベンサムが、法曹界に幻滅した理由は、当時の主導的権威であるウィリアム・ブラックストン卿の講義を聴講した事による。彼が「誤魔化しの悪魔（英: Demon of Chicane）」と呼んだイギリスの法典の複雑さを非常に不満に思い、彼は、法律を実践するのではなく、法律について著述する事を決め、彼の人生を法律への批判とその改良方法の提案に捧げた。1792年に父親が死亡したので、ベンサムは経済的に独立し、ウェストミンスターで著述家として身を立てた。40年近く、彼はそこで静かに暮らし、80歳になっても一日に10枚ないし20枚の原稿を書いた。法や社会の改革のためにベンサムが行った多くの提案の中には、彼がパノプティコンと呼んだ監獄建築の為の設計がある。それは、実際に建設はされなかったが、彼のアイデアは後の世代の思想家に示唆を与え、彼の設計はペントンヴィル刑務所の輻射状のデザイン等にも影響を与えた。
ベンサムは、しばしば、後にユニヴァーシティ・カレッジ・ロンドンとなるロンドン大学の設立に関連付けられるが、これは実際には真実ではない。ベンサムは大学が開設された1826年には78歳で、その設立に直接の関係はなかった。しかし、裕福であることと国教徒であることの両方がオックスフォード大学とケンブリッジ大学に入学するためには必須の要件だったのに対して、ユニヴァーシティ・カレッジは、人種、信仰、政治的信念に関わらず入学を認めた最初の大学であったため、教育はより広く、特に裕福でないあるいは国教会に属していない人に対しても行われるべきであると強く信じていたベンサムの見解に調和していた。現在でも、ベンサムは建学の父と認識されており、その自己標本がユニヴァーシティ内に置かれている。ベンサムは、彼の生徒の一人であるジョン・オースティンが1829年に法理学（英: Jurisprudence）の初代教授として任用されるのを監督した。生涯独身であった彼の財産は、おい(弟の子)の植物学者 ジョージ・ベンサムが相続した。

## 功利主義

Defence of usury, 1788

ベンサムは法や社会の改革を多く提案しただけでなく、改革の根底に据えられるべき道徳的原理を考案した。「快楽や幸福をもたらす行為が善である」というベンサムの哲学は功利主義と呼ばれる。ベンサムの基本的な考え方は、『正しい行い』とは、「効用」を最大化するあらゆるものだと言うもの。ベンサムは、正しい行為や政策とは「最大多数の最大幸福（英: the greatest happiness of the greatest number）」をもたらすものであると論じた。「最大多数の最大幸福」とは、「個人の幸福の総計が社会全体の幸福であり、社会全体の幸福を最大化すべきである」という意味である。しかし彼は後に、「最大多数」という要件を落として「最大幸福原理（英: the greatest happiness principle）」と彼が呼ぶものを採用した。ベンサムはまた、幸福計算と呼ばれる手続きを提案した。これは、ある行為がもたらす快楽の量を計算することによって、その行為の善悪の程度を決定するものである。功利主義は、ベンサムの門弟であるジョン・スチュアート・ミルによって、修正され拡張された。ベンサムの理論には、ミルの理論とは異なり、公正さの原理が欠落している、としばしば言われる。例えば、拷問される個人の不幸よりも、その拷問によって産出される他の人々の幸福の総計の方が大きいならば、道徳的ということになる、という批判がある。しかしながら、P. J. ケリーが著作『功利主義と配分的正義―ジェレミ・ベンサムと市民法』（英: Utilitarianism and Distributive Justice: Jeremy Bentham and the Civil Law）の中で論じているように、ベンサムはそのような望ましくない帰結を防ぐような正義論をもっていた。ケリーによれば、ベンサムにとって法とは、「個々人が幸福と考えるものを形成し追求できるような私的不可侵領域を定めることによって、社会的な相互作用の基本的枠組みを提供する」（op. cit.、p. 81）ものなのである。私的不可侵領域は安全を提供するが、この安全は期待を形成するための前提条件である。幸福計算によれば、「期待効用（英: expectation utilities）」は「自然効用」よりもはるかに高くなるので、ベンサムは多数者の利益のために少数者を犠牲にすることを支持しないのである。
功利主義が肯定的に語られる例として、当時のイギリスでは禁止されていた同性愛の擁護が挙げられる。ベンサムは、同性愛は誰に対しても実害を与えず、むしろ当事者の間には快楽さえもたらすとして、合法化を提唱した。

## 著作
主な著作は、
- 『統治論断片』
- 『道徳および立法の諸原理序説』
- 『法一般について』
- 『義務論』
- 『憲法典』
- 『クレストメイシア』
- 『立法論』（デュモン編訳）

など。
全集は、
- ロンドン大学のベンサムプロジェクトによる "The Collected Works of Jeremy Bentham"
- バウリングの編集による "The Works of Jeremy Bentham"

がある。
2015年時点で、『釈義批評』、『統治論断片』、『道徳および立法の諸原理序説』、『法一般論』、『高利の擁護』、『パノプティコン』、『存在論・フィクション論』のようなベンサムの主要著作の翻訳が進められている最中である。

### ウィキ利用による草稿テキストデータ化プロジェクト
ユニヴァーシティ・カレッジ・ロンドン（UCL）のベンサムプロジェクト (The Bentham Project)は、ベンサムの草稿をクラウドソーシングでデジタル化する取り組み、ベンタム草稿テキストデータ化プロジェクト (Transcribe Bentham)を開始した。この目的は、ベンサム草稿のテキストデータ化に一般の人をオンライン参加させることにある。
Transcription DeskのMediaWikiでアカウントを作ってサインアップすれば、草稿を見て転写することができる。

## 自己標本

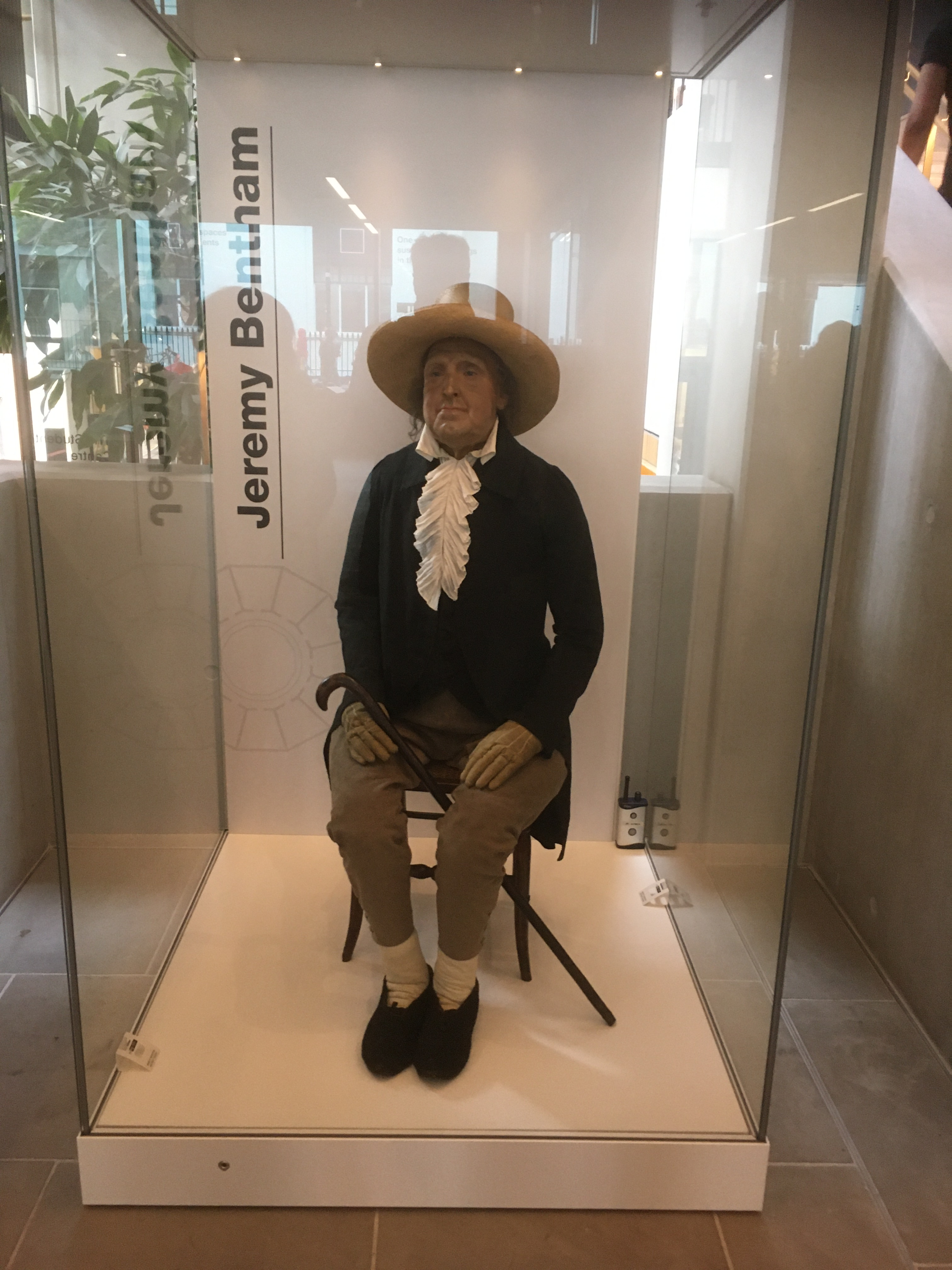
ジェレミ・ベンサムのオート・アイコン（2020年）

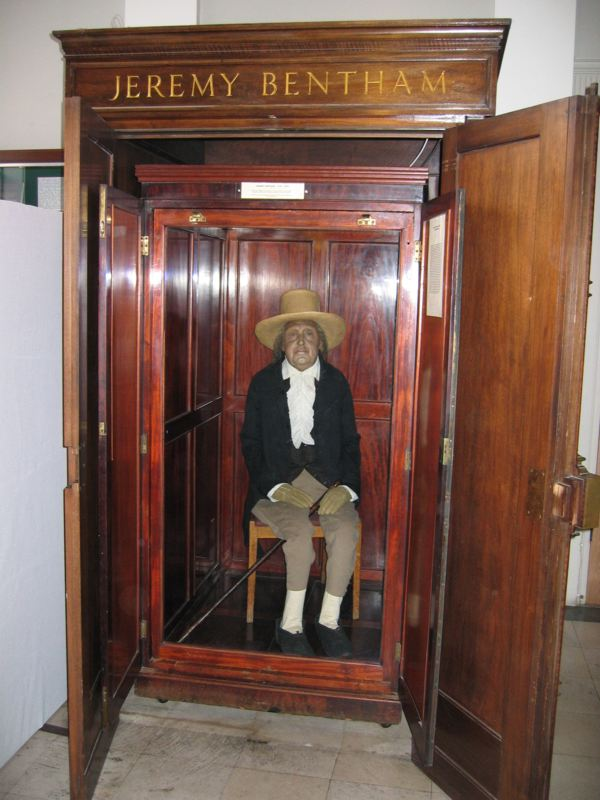
ジェレミ・ベンサムのオート・アイコン（2003年）

死後ベンサムの遺体は、遺言書で要求した通り保存され、服を着て杖を持ち椅子に座った状態でユニヴァーシティ・カレッジ・ロンドンで木製の棚に保管された。これはオート・アイコン（自己標本）と呼ばれ、公的な行事の際、倉庫から持ち出された。保存の過程で頭部が深刻な損傷を受けたため、頭部だけは蝋でできたレプリカである。本物の頭部も同じ棚に長年展示されていたが、たびたび学生のいたずらの標的にされ、事あるごとに盗まれたため、現在は別室で厳重に保管されている。